# Andrzej Baliński
Andrzej Baliński herbu Przosna (zm. po 1546 roku) – wojski dobrzyński w latach 1504-1547, rotmistrz królewski w 1531/1532 roku.
Poseł na sejm krakowski 1523 roku, sejm krakowski 1531/1532 roku, poseł na sejm piotrkowski 1533 roku z ziemi dobrzyńskiej.